# Nachrichten aus Ungarn
A Nachrichten aus Ungarn (magyarul: Hírek Magyarországról, gyakran csak Német nyelvű hírek) az MTVA saját gyártású, minden nap jelentkező, élő német nyelvű hírösszefoglalója, az M1 napi aktuális csatornán. A műsort a Duna Média munkatársai szerkesztik, aminek a házigazdája felváltva Balogh Beáta, Claudia Horn-Horváth, Miklya György Dudás Ferenc és Smith Áron. A műsor grafikájának a vezérszíne a többi híradáshoz hasonlóan piros.

## Története
Az angol és orosz nyelvű híradó mintájára 2015. november 30-tól minden este éjfél előtt, az angol nyelvű híradás előtt jelentkezik a Nachrichten aus Ungarn című műsor, melyben német nyelven mondják el a legfontosabb híreket. Az élő műsor minden este, közép-európai idő szerint 23:30 körül veszi kezdetét, és közel öt perces. A közmédia kiemelt jelentőségűnek tartja, hogy a német állampolgárokat első kézből tájékoztassa mind a magyar politikai, mind a gazdasági döntésekről.
Az első híradó műsorvezetője Claudia Horn-Horváth volt.
2016. január 4-től kínai nyelvű híradással bővült az idegen nyelvű híradók sora az M1-en.